# Flügel für Ikaros
Flügel für Ikaros ist ein 1978 erschienener Jugendroman von Hans Baumann. Er behandelt die griechische Sage des Ikarus.

## Inhalt
Der Deutsche Taschenbuchverlag (dtv - junior) umschreibt das Buch wie folgt: 

„Am antiken Stoff der Ikaros-Sage schildert der Autor eine Zeit des Umbruchs und beschreibt den Generationskonflikt zwischen Vater und Sohn, der damit heraufbeschworen wird - eine Problematik, die auch für die Gegenwart gilt. Daedalos, der Vater, Erfinder und Technokrat, macht sich mit seinen Erfindungen die Mächtigen der Welt von sich abhängig. Ikaros, der Sohn, bezieht seine Lebenskraft aus dem Mythos. Aus gegensätzlichen Motiven geraten beide jedoch in die gleiche Gefahr.“

Flügel für Ikaros gliedert sich in eine Einleitung (Im Vorhof zum Labyrinth) einen Ersten und Zweiten Teil mit jeweils mehreren Kapiteln sowie in ein Schlusskapitel (Das Labyrinth in der Hand).
Im ersten Teil wird das Leben in Athen und die Flucht nach Kreta geschildert. Hier werden Daedalos und sein Sohn Ikaros von König Minos aufgenommen, der Vater tritt in des Königs Dienste. In der Handlung nehmen verschiedene Konflikte zu. So der Konflikt zwischen Minos und seinem Volk, was in der allgemeinen Bewunderung des Athener Königssohns Theseus seinen Höhepunkt findet. Des Weiteren ahnt der Riese Talos, dass Daedalos danach trachtet, ihn überflüssig zu machen. Zu guter Letzt der Vater-Sohn-Konflikt von Daedalos und Ikaros. Dieser findet seinen Höhepunkt mit der Information, dass Daedalos seinen Neffen Kalos (in der griechischen Mythologie eigentlich Perdix oder Talos) nicht nur in Athen zurückgelassen hat, sondern des Mordes an ihm bezichtigt wird.
Im zweiten Teil konfrontiert Ikaros seinen Vater mit diesen Informationen und einige Konflikte nehmen eine Wendung oder lösen sich auf. Talos verabschiedet sich von Kreta, als ihm klar wird, dass die Menschen seiner nicht mehr bedürfen. Daedalos verbündet sich mit seinem Sohn, um Theseus beim Kampf gegen den Minotaurus zu unterstützen. Aus diesem Grund spinnt er einen Faden, mit dem Theseus nach dem Kampf aus dem Labyrinth herausfinden soll. Dieser Faden gelangt über Ikaros und der Königstochter Ariadne zu Theseus. Er bezwingt den Minotaurus und zusammen mit Ariadne und den weiteren Athenern gelingt ihm die Flucht. Daedalos und Ikaros werden der Verschwörung überführt und in einem frei hängenden Käfig festgehalten. Daraus gelingt ihnen mit Flügeln aus Adlerfedern die Flucht. Doch Ikaros steigt im Wahn zu hoch und ertrinkt in den Fluten des Mittelmeers.

## Bewertung
Winfred Kaminski sieht den Roman in der Tradition anderer historisch-politischer Jugendbücher des Autors.

„Sowohl für sein „Dimitri und die falschen Zaren“ (1970) als auch für sein „Flügel für Ikaros“ (1978) trifft zu, daß er ein geschichtliches Ereignis aus ferner Vergangenheit, das frühe zaristische Rußland und das alte (mystische) Griechenland, aufgreift, um ein zeitnahes Problem zu diskutieren. Gleichfalls treu geblieben ist er sich in der Art und Weise des Herangehens an den Gegenstand. Seine Texte entpuppen sich sämtlich als Variation der einen Frage nach der Möglichkeit des „guten Herrschers“.“

## Ausgaben
Flügel für Ikaros erschien zuerst im Thienemann Verlag, später (ab 1982) im Programm dtv-Junior des Deutschen Taschenbuchverlages. Das Buch kam auf die Auswahlliste für den Deutschen Jugendbuchpreis. Es erschien ebenso in schwedischer und in französischer Sprache.